# Двоє під однією парасолькою
«Двоє під однією парасолькою (Квітнева казка)» — радянський музичний художній фільм 1983 року за повістю Сергія Абрамова.

## Сюжет
Музична ексцентрична казка з життя артистів цирку. Дан — жонглер, який готує новий атракціон. Він повинен зробити неможливе, щоб програма стала гідною показу глядачам. Тіль, директор циркової вистави, вимагає, щоб номер виконувався легко і недбало. Для того, щоб домогтися майстерної недбалості, потрібно одне з двох: щоденна рутинна робота або чудо.
Артист цирку, жонглер Дан, зустрічає під час дощу дівчину Олю. Під час знайомства дізнається, що вона чарівниця. Дан не вірить, але відразу після зустрічі в його житті починаються чудеса. У букіністичному магазині йому попадається рідкісна старовинна книга, він з успіхом проводить репетиції вистав, все, як і було обіцяно його чарівницею. Дан як і раніше відмовляється вірити, і влаштовує Олі своєрідний іспит — бажання на замовлення. Останнє бажання про новий номер, який він хотів поставити, виконано, але воно останнє. Ольга зникає з його життя так само раптово, як і з'явилася, під час дощу.

## У ролях
- Івар Калниньш —  Дан (Данило Фролович Шереметьєв) / дідусь Дана
- Інокентій Смоктуновський —  Тіль
- Олена Сафонова —  Оля
- Наталія Андрейченко —  Людмила
- Олена Яковлєва —  Лєра
- Євген Біляуер —  Микола Зернов
- Наталія Акімова —  Бабуся Дана
- У фільмі співають Олег Анофрієв і квартет «Надежда»

## Знімальна група
- Автор сценарію: Сергій Абрамов
- Режисер-постановник: Георгій Юнгвальд-Хількевич
- Оператор-постановник: Альберт Осипов
- Художники-постановники: Ігор Бриль, Марк Коник
- Композитор: Ісаак Шварц
- Тексти пісень: Ілля Рєзнік
- Режисер: Т. Чернова
- Оператори: М. Курганський, А. Мосієнко
- Комбіновані зйомки: оператор — А. Сидоров, художник — Н. Нікітенко
- Художник-декоратор: Людмила Ромашко
- Художник по костюмах: Т. Мігіцко
- Художник по гриму: Павло Орленко
- Звукооператор: Костянтин Купріянов, звукорежисер: Е. Некрасов
- Монтажер: Тамара Прокопенко
- Редактор: І. Матьяшек
- Музичні редактори: Олена Витухіна, Л. Глущенко
- Директор картини: Сергій Цівілько